# From the Muddy Banks of the Wishkah
From the Muddy Banks of the Wishkah è un album dei Nirvana contenente materiale registrato dal vivo tra il 1989 e il 1994. Si tratta del secondo album pubblicato dopo la morte del cantante e chitarrista Kurt Cobain avvenuta nell'aprile 1994.

## Il disco
From the Muddy Banks of the Wishkah fu il secondo album dei Nirvana ad essere pubblicato dopo la morte di Cobain e venne principalmente compilato dal bassista dei Nirvana Krist Novoselic, che si occupò anche di scrivere le note interne dell'album. Originariamente, Novoselic e Dave Grohl (batterista del gruppo) avevano pensato di far uscire il disco nel 1994 insieme a MTV Unplugged in New York come album doppio intitolato  Verse Chorus Verse, che avrebbe contenuto le due "anime" dei Nirvana, quella acustica e quella più propriamente rock, ma dato lo sconcerto causato dall'inaspettata morte di Cobain, accantonarono il progetto.
Il nome "Wishkah", cui fa riferimento il titolo dell'album, è in realtà un fiume dello Stato di Washington, USA, che passa attraverso i luoghi in cui Cobain ha trascorso parte della sua vita ed è dove è stato sparso un terzo delle sue ceneri in seguito alla cremazione del suo corpo.
Dall'album non venne estratto nessun singolo, ma a scopo promozionale per le radio furono prodotti singoli con alcuni brani, inclusi Aneurysm (US & UK), Drain You (USA), Lithium (Paesi Bassi) e Smells Like Teen Spirit (Spagna e Francia). Inoltre, in Australia fu anche distribuito un cofanetto box set in edizione limitata contenente tre singoli promozionali con le canzoni Aneurysm,  Heart-Shaped Box, e Polly.

## Tracce
1. Intro (Cobain) - 0:56
2. School (Cobain) - 2:40 (VPRO-TV in Amsterdam, Paesi Bassi, al Paradiso, 25 novembre 1991)
3. Drain You (Cobain) - 3:34 (Westwood One al Del Mar Fairgrounds, California, 28 novembre 1991)
4. Aneurysm (Nirvana) - 4:31 (Westwood One al Del Mar Fairgrounds, California, 28 novembre 1991)
5. Smells Like Teen Spirit (Nirvana) - 4:47 (Westwood One al Del Mar Fairgrounds, California, 28 novembre 1991)
6. Been a Son (Cobain) - 2:07 (VPRO-TV in Amsterdam, Paesi Bassi, al Paradiso, 25 novembre 1991)
7. Lithium (Cobain) - 4:10 (VPRO-TV in Amsterdam, Paesi Bassi, al Paradiso, 25 novembre 1991)
8. Sliver (Cobain) - 1:55 (Civic Center, Springfield, 10 novembre 1993)
9. Spank Thru (Cobain) - 3:10 (Castello Vi de Porta, Castello 41 Roma, 19 novembre 1991)
10. Scentless Apprentice (Nirvana) - 3:31 (MTV Live and Loud al Pier 48, Seattle, Washington, 13 dicembre 1993)
11. Heart-Shaped Box (Cobain) - 4:41 (Great Western Forum, Los Angeles, California, 30 dicembre 1993)
12. Milk It (Cobain) - 3:45 (Mercer Arena di Seattle, 7 gennaio 1994)
13. Negative Creep (Cobain) - 2:43 (Paramount Theatre, Seattle, Washington, 31 ottobre 1991)
14. Polly (Cobain) - 2:30  (London Astoria, 5 dicembre 1989)
15. Breed (Cobain) - 3:28 (London Astoria, 5 dicembre 1989)
16. Tourette's (Cobain) - 1:55 (Reading, Inghilterra al Festival di Reading, 30 agosto 1992)
17. Blew (Cobain) - 3:36 (VPRO-TV in Amsterdam, Paesi Bassi, al Paradiso, 25 novembre 1991)

## Formazione
Nirvana
- Kurt Cobain - chitarra, voce
- Krist Novoselic - basso, liner notes
- Dave Grohl - batteria, cori
- Chad Channing - batteria
- Pat Smear - chitarra, cori

Collaboratori tecnici
- Robert Fisher - design
- Lisa Johnson - fotografia
- Mark Kates - fotografia
- Scott Litt - tecnico del suono
- Bob Ludwig - mastering
- Kevin Mazur - fotografia
- Craig Montgomery - tecnico del suono
- Charles Peterson - fotografia
- Shauna O'Brien - produttore, coordinatore della produzione
- Craig Overbay - tecnico del suono
- Diane Stata - produttore, coordinatore della produzione
- Andy Wallace - tecnico del suono, missaggio

## Classifiche
| Anno | Album                               | Classifica                        | Posizione |
| ---- | ----------------------------------- | --------------------------------- | --------- |
| 1996 | From The Muddy Banks Of The Wishkah | Billboard top 200                 | N. 1      |
| 1996 | From The Muddy Banks Of The Wishkah | Official New Zealand Albums Chart | N. 2      |
| 1996 | From The Muddy Banks Of The Wishkah | Official Finland Albums Chart     | N. 2      |
| 1996 | From The Muddy Banks Of The Wishkah | Official UK Albums Chart          | N. 3      |
| 1996 | From The Muddy Banks Of The Wishkah | Official Austrian Albums Chart    | N. 3      |
| 1996 | From The Muddy Banks Of The Wishkah | Official Sweden Albums Chart      | N. 6      |
| 1996 | From The Muddy Banks Of The Wishkah | Official French Albums Chart      | N. 7      |
| 1996 | From The Muddy Banks Of The Wishkah | Official Norwegian Albums Chart   | N. 8      |
| 1996 | From The Muddy Banks Of The Wishkah | Official Switzerland Albums Chart | N. 9      |
| 1996 | From The Muddy Banks Of The Wishkah | Official Japanese Albums Chart    | N. 12     |
| 1996 | From The Muddy Banks Of The Wishkah | Official German Albums Chart      | N. 38     |

## Vendite
- Stati Uniti: 1 milione di copie (Platino)
- Canada: 200 000 copie (Doppio Platino)
- Giappone: (2 ottobre 1996), 5 settimane, 70 040 copie